# 정부서울청사
정부서울청사(政府서울廳舍, Government Complex Seoul)는 서울특별시 종로구 세종대로 209에 위치하고 있다. 정부서울청사는 흩어져있는 중앙행정기관을 집중수용함으로써 행정능률의 제고와 국민의 행정기관 이용편의를 증진하기 위해 1970년에 건립되었다.
세종특별자치시로 부처 일부가 이전하고 남은 중앙행정기관들이 모여있는 기존의 '중앙청사'라는 권위적인 명칭을 피하고, 공공성을 감안해 국민에게 친숙한 명칭으로 다가가기 위해 각계각층의 다양한 의견을 수렴하여 정부청사명칭제정위원회에서 정부서울청사로 개칭되었다. 청사 관리는 행정안전부 정부청사관리본부에서 담당한다.

## 연혁
- 1967년 7월 29일 - 정부종합청사 착공
- 1970년 12월 23일 - 정부종합청사 본관 준공
- 1970년 12월 24일 - 정부종합청사로 11개 정부기관 이전 시작
- 1981년 10월 14일 - 국민대학교로부터 총무처가 창성동별관 매입
- 1997년 11월 22일 - 정부제1종합청사에서 정부세종로청사로 개칭[4]
- 1999년 9월 1일 - 정부세종로청사에서 정부중앙청사로 개칭[5]
- 2002년 12월 11일 - 정부중앙청사 별관 준공[6]
- 2013년 1월 1일 - 정부중앙청사에서 정부서울청사로 개칭[7]

## 입주 기관[8]

### 본관
- 통일부
- 행정안전부
  - 정부청사관리소
- 여성가족부

### 별관[9]
- 외교부 (여권과는 서초구 남부순환로 2558 외교타운 6층에 위치함)[10]
- 행정안전부

### 창성동 별관[11]
- 국무조정실 공직복무관리관실

### 입주예정기관
정부세종청사로 일부 기관이 이전함에 따라, 2014년까지의 입주예정기관은 다음과 같다.
- 외교부 (기존 입주기관)
- 통일부 (기존 입주기관)
- 행정안전부 (기존 입주기관)
- 개인정보보호위원회
- 지역발전위원회
- 국가정보화전략위원회
- 지방분권촉진위원회 (기존 창성동별관 입주기관)
- 사행산업통합감독위원회
- 소청심사위원회
- 승강기사고조사판정위원회 (기존 창성동별관 입주기관)
- 정부공직자윤리위원회

## 사건 및 사고

### 방화 사건
2012년 10월 14일 서울 광화문 정부중앙청사 18층 교육과학기술부 사무실에서 김모(61)씨가 불을 지르고 뛰어내렸다. 김씨는 병원으로 옮겨졌으나 숨졌다. 불은 사무실의 책상 위 서류, 의자 등을 태우고 교육과학기술부 직원에 의해 6분만에 진화됐다. 사건 당시 김 씨는 정부청사 출입증과 유사한 모양을 한 신분증으로 청사에 들어와 18층 사무실까지 별다른 제재를 받지 않고 엘리베이터를 타고 올라갔으며 휴일이라는 이유로 검색대와 보안게이트도 전혀 작동하지 않았던 것으로 알려졌다.
2012년 10월 15일 김황식 국무총리는 세종로 정부중앙청사에서 총리실 간부회의를 개최하고 "청사방호 체계의 문제점을 보여주는 것으로 매우 유감스럽게 생각한다"고 말했다. 김 총리는 이어 "행정안전부 등 관계기관은 정부청사는 물론 주요공공시설 경비 및 보안관리 체계 전반에 대해 재점검하고 이러한 사례가 재발되지 않도록 대책을 마련하라"고 지시했다.
사건 발생 이후 정부중앙청사경비대의 출입 경비인원이 2배 늘어나는 등 보안이 강화되었다.
2012년 10월 17일 행정안전부가 정부중앙청사 방화사건과 관련, 정부청사 출입 보안과 경비체계 강화 대책을 발표했다. 행정안전부는 중앙청사의 1개소에서만 운영 중인 자동인식출입시스템(스피드게이트)을 과천과 대전청사로 전면 확대하는 한편, 정부청사에 설치된 CCTV에 대해 상시 모니터링 체제를 구축하고 중앙, 과천, 대전, 세종 등의 4개 정부청사에 칩이 내장된 공무원증을 통해 출입자를 자동 확인할 수 있는 화상인식 출입시스템 도입도 적극 검토할 계획이다. 또한 청사 출입 공무원과 상시 방문자를 대상으로 재직여부 정기 확인 등의 청사 출입자 관리를 강화할 계획이다.
청사 외곽경비도 강화된다. 정부청사 출입문의 경찰 경비인원을 확대하고 위조출입증을 이용한 청사출입 방지를 위해 청사 출입자와 출입차량에 대한 검문검색을 대폭 강화할 예정이다.
이에 대해 맹형규 행정안전부장관은 "기술적인 시스템 보강에서부터 보안인력 근무기강 확립과 공무원 교육까지 종합적인 대책을 시행해 이같은 불상사가 다시 발생하지 않도록 관리를 강화해 나갈 것"이라고 강조했다.

### 공시생 침입 사건
2016년 3월, 국가공무원 지역인재 7급 필기시험에 응시한 송모씨가 정부서울청사 16층 인사혁신처 사무실에 무단 침입해 합격자 명단을 조작하는 사고가 일어나 보안 허점이 노출되었다.

## 교통

### 지하철
- ● 수도권 전철 3호선 : 경복궁역
- ● 수도권 전철 5호선 : 광화문역

### 버스
- ● 111번, 1002번, 790번, 799번 (경기도 도시형버스)
- ● 1711번, 7016번, 7018번, 7022번, 7212번, 종로 09번, 종로 11번 (이상 지선버스, 마을버스)
- ● 101번, 103번, 109번, 150번, 160번, 260번, 270번, 271번, 273번, 370번, 401번, 402번, 405번, 406번, 421번, 470번, 471번, 501번, 506번, 600번, 602번, 606번, 700번, 702A번, 702B번, 703번, 704번, 707번, 710번, 720번, 721번 (이상 간선버스)
- ● 1000번, 1005-1번, 1200번, 1900번, 2000번, 2500번, 5500-1번, 5500-2번, 8600번, 9401번, 9401번, 9703번, 9709번, 9714번 (이상 광역버스)
- ● M7106, M7111번, M7119번 (광역급행버스)
- ● 6002번, 6701번 (공항버스)

## 같이 보기
- 정부중앙청사 화재
- 대한민국 정부
- 서울특별시
- 종로구
- 세종대로
- 종각역
- 광화문역
- 경복궁역
- 서울 종로구의 마천루 목록